# Nederlands Rijpaarden en Pony Stamboek
Het Nederlands Rijpaarden en Pony Stamboek (algemeen bekend als NRPS) is een Nederlands stamboek voor edele sportpaarden. Vereiste voor alle paarden is dat ze minimaal 1/8 Anglo-Arabisch bloed hebben; ook echte volbloeden worden in het stamboek opgenomen. Het NRPS registreert paarden met een schofthoogte tot 1,57 meter als pony's, daarboven liggende maten worden geregistreerd als rijpaarden. Vanwege de heterogene samenstelling van het bestand en de jonge leeftijd van het stamboek (het is pas in 1981 opgericht) kunnen de paarden alle mogelijke kleuren hebben. In het verleden waren NRPS-paarden te herkennen aan een brandmerk in de vorm van een molentje (oudere dieren dragen dit nog altijd).
Het hoofdkantoor van dit stamboek is gevestigd in Ermelo, waar ook jaarlijks wedstrijden met NRPS-paarden worden gehouden.